# 李教
李教是李琰的父親，李霓的祖父，李嗣源的曾祖父。
李嗣源登位後，他被尊為皇帝，廟號後唐毅祖，諡號孝質皇帝，皇陵稱衍陵。
| 前任： 父亲後唐惠祖李聿 | 後唐明宗的曾祖父 | 繼任： 兒子後唐烈祖李琰 |